# Yuki Natsume
Yuki Natsume (棗 佑喜 Natsume Yūki?, nacido el 18 de noviembre de 1988 en Takefu (actualmente Echizen), Fukui) es un exfutbolista japonés. Jugaba de delantero y su último club fue el Matsumoto Yamaga FC de Japón.

## Trayectoria

### Clubes
| Club                | País  | Año         |
| ------------------- | ----- | ----------- |
| Kawasaki Frontale   | Japón | 2011 - 2013 |
| Tochigi SC          | Japón | 2012        |
| Matsumoto Yamaga FC | Japón | 2014 - 2015 |

## Estadística de carrera

### J. League
| Club                | Año   | J. League | J. League | Copa J. League | Copa J. League | Total | Total |
| Club                | Año   | Part.     | Goles     | Part.          | Goles          | Part. | Goles |
| ------------------- | ----- | --------- | --------- | -------------- | -------------- | ----- | ----- |
| Kawasaki Frontale   | 2011  | 3         | 0         | 0              | 0              | 3     | 0     |
| Tochigi SC          | 2012  | 34        | 1         | -              | -              | 34    | 1     |
| Kawasaki Frontale   | 2013  | 1         | 0         | 1              | 0              | 2     | 0     |
| Matsumoto Yamaga FC | 2014  | 5         | 0         | -              | -              | 5     | 0     |
| Matsumoto Yamaga FC | 2015  | 0         | 0         | 2              | 0              | 2     | 0     |
| Total               | Total | 43        | 1         | 3              | 0              | 46    | 1     |